# Isidor Harkányi
Isidor Harkányi (* 28. Februar 1852; † 3. Juni 1932 in Wien) war ein in Österreich tätiger Fotograf.

## Wirken

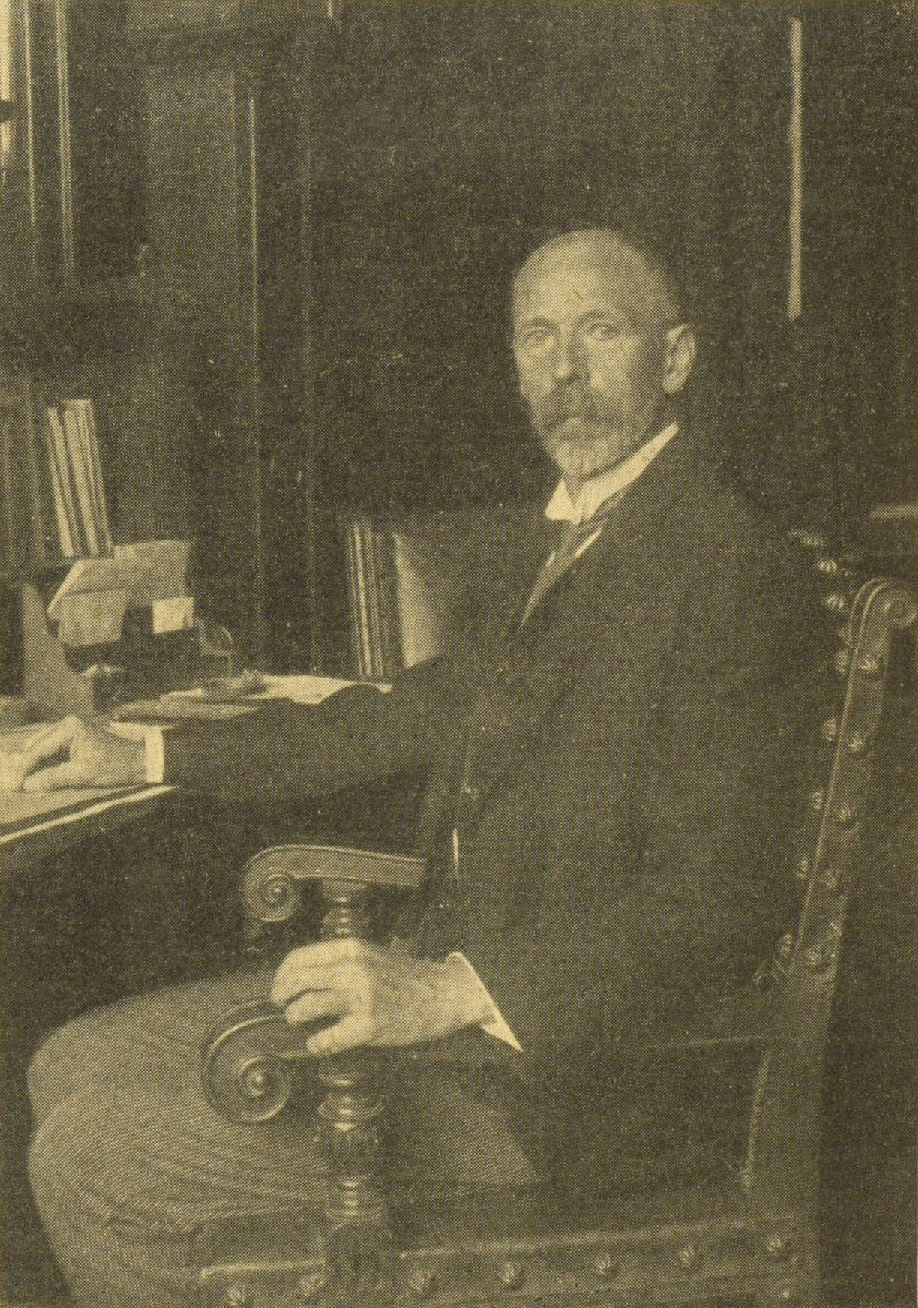
Karl Diener 1922 auf einer Fotografie von Isidor Harkányi

Harkányi stammte wahrscheinlich aus Ungarn und war als Fotograf in Wien tätig. Sein Gewerbe für freie Fotografie meldete er 1912 an und war zwei Jahre später auch als Porträtfotograf gemeldet. Sein Atelier befand sich auf der Pilgramgasse 24. Er fertigte zahlreiche Porträtaufnahmen der Wiener Gesellschaft, die sich unter anderem im Historischen Museum der Stadt Wien und im Ungarischen Nationalmuseum (Historische Fotobibliothek) erhalten haben.
In späteren Jahren war Harkányi auch als Redaktionsfotograf und Berichterstatter tätig, wobei er in der Rechten Wienzeile 77 lebte. Fotografien Harkányis wurden in Printmedien veröffentlicht, so in der Zeitschrift Sport & Salon, in der Kleinen Volks-Zeitung, Der Tag, Die Stunde, Das interessante Blatt und 1922 in der Österreichischen Illustrierten Zeitung. Harkányi war Zeitgenossen zudem „durch seine Photographiensammlung bekannt…“. Er war Mitglied der Genossenschaft der Photographen in Wien.
Harkányi verstarb am Freitag, den 3. Juni 1932, in Wien und wurde in der folgenden Woche am 10. Juni 1932 auf dem Evangelischen Friedhof Simmering (Tor 4) beigesetzt.